# Rhodopis vesper
El colibrí del Atacama, picaflor del norte (en Chile), colibrí de oasis (en Perú) o  picaflor vespertino (Rhodopis vesper), también llamado pica-la-rosa, es una especie de ave apodiforme de la familia Trochilidae —los colibríes—, el único miembro del género monotípico Rhodopis. Se distribuye en el centro-oeste de América del Sur.

## Distribución y hábitat
Se distribuye por una franja de 100 a 200 km de ancho, que se extiende a lo largo de 3000 km bordeando la costa del océano Pacífico sudamericano, desde el noroeste del Perú (al sur desde Piura), hasta el norte de Chile. Una segunda población, disjunta de la anterior, habita más al sur, en Coquimbo, en una franja costera de 75 por 200 km. Ambas poblaciones están separadas entre sí por un hiato de costa chilena de 2000 km, sin la presencia de la especie.
Esta especie es considerada poco común en sus hábitats naturales: los matorrales áridos (incluida la vegetación de niebla de las «lomas» costeras), matorrales ribereños, zonas agrícolas y jardines. Desde el nivel del mar hasta los 3800 m de altitud; pero en el norte y centro de Perú, en elevaciones más bajas, por debajo de los 2600 m.

## Sistemática

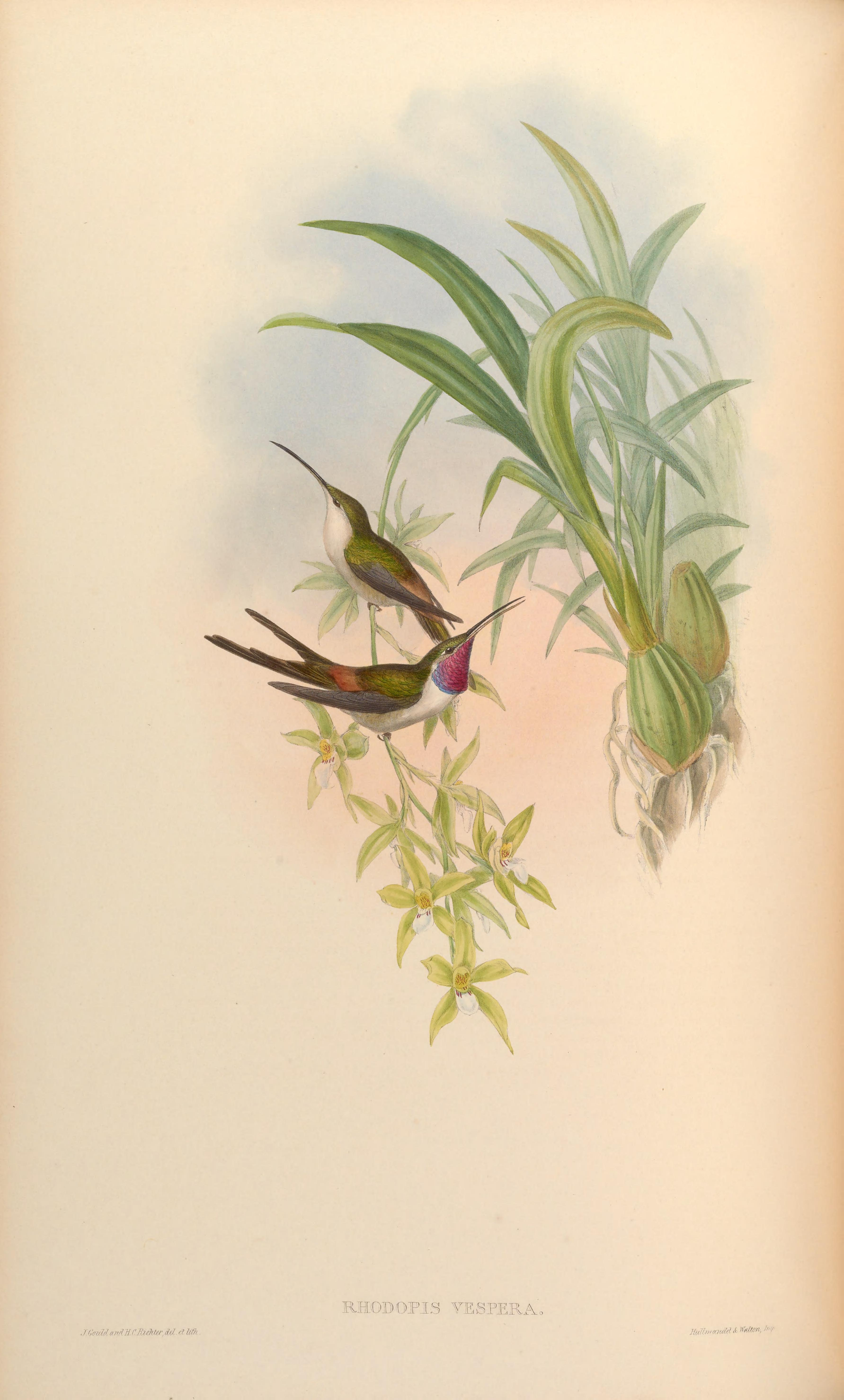
Rhodopis vespera, ilustración de Gould y Richter en A monograph of the Trochilidae, or family of humming-birds 3, 1861.

### Descripción original
La especie R. vesper fue descrita por primera vez por el ornitólogo francés René Primevère Lesson en 1829 bajo el nombre científico Ornismya vesper; su localidad tipo es: «Chile», probablemente: «Tarapacá», hoy en el norte de Chile, pero posiblemente deba referirse al oeste del Perú.
El género Rhodopis fue propuesto por el naturalista, zoólogo, botánico y ornitólogo alemán Heinrich Gottlieb Ludwig Reichenbach en 1854; la especie tipo originalmente designada por monotipia fue Ornismya vesper, actualmente Rhodopis vesper.

### Etimología
El nombre genérico femenino «Rhodopis» se refiere a la famosa cortesana o hetera de la antigua Grecia «Rodopis» (fl. 500 A.C.); y el nombre de la especie «vesper», proviene del nombre francés «Oiseau-mouche Vesper» dado por Lesson 1829 a esta especie, porque se creía que volaba solamente al atardecer (del latín «vesper, vesperis» que significa ‘atardecer’).

### Taxonomía
La presente especie es hermana de Myrtis fanny. En esta especie la variación infraespecífica es muy ligera, y con necesidad de revisión y podría ser mejor considerada una especie monotípica; la forma descrita Rhodopis vesper tertia Hellmayr, 1932, fue propuesta para el norte del Perú, aunque tentativamente se la incluye en la subespecie nominal, aunque morfométricamente es inseparable de R. v. atacamensis.

### Subespecies
Según las clasificaciones del Congreso Ornitológico Internacional (IOC) y Clements Checklist/eBird  se reconocen tres subespecies, con su correspondiente distribución geográfica:
- Rhodopis vesper koepckeae Berlioz, 1974 – Es endémica del cerro Illescas, en el suroeste del Departamento de Piura, al noroeste del Perú.
- Rhodopis vesper vesper  (Lesson), 1829 – Habita en la mayor parte del litoral del Perú, hasta la Región de Tarapacá, en el norte de Chile.
- Rhodopis vesper atacamensis  (Leybold), 1869 – Es endémica de la región de Atacama, en el norte de Chile.